# 애자일 (위성)

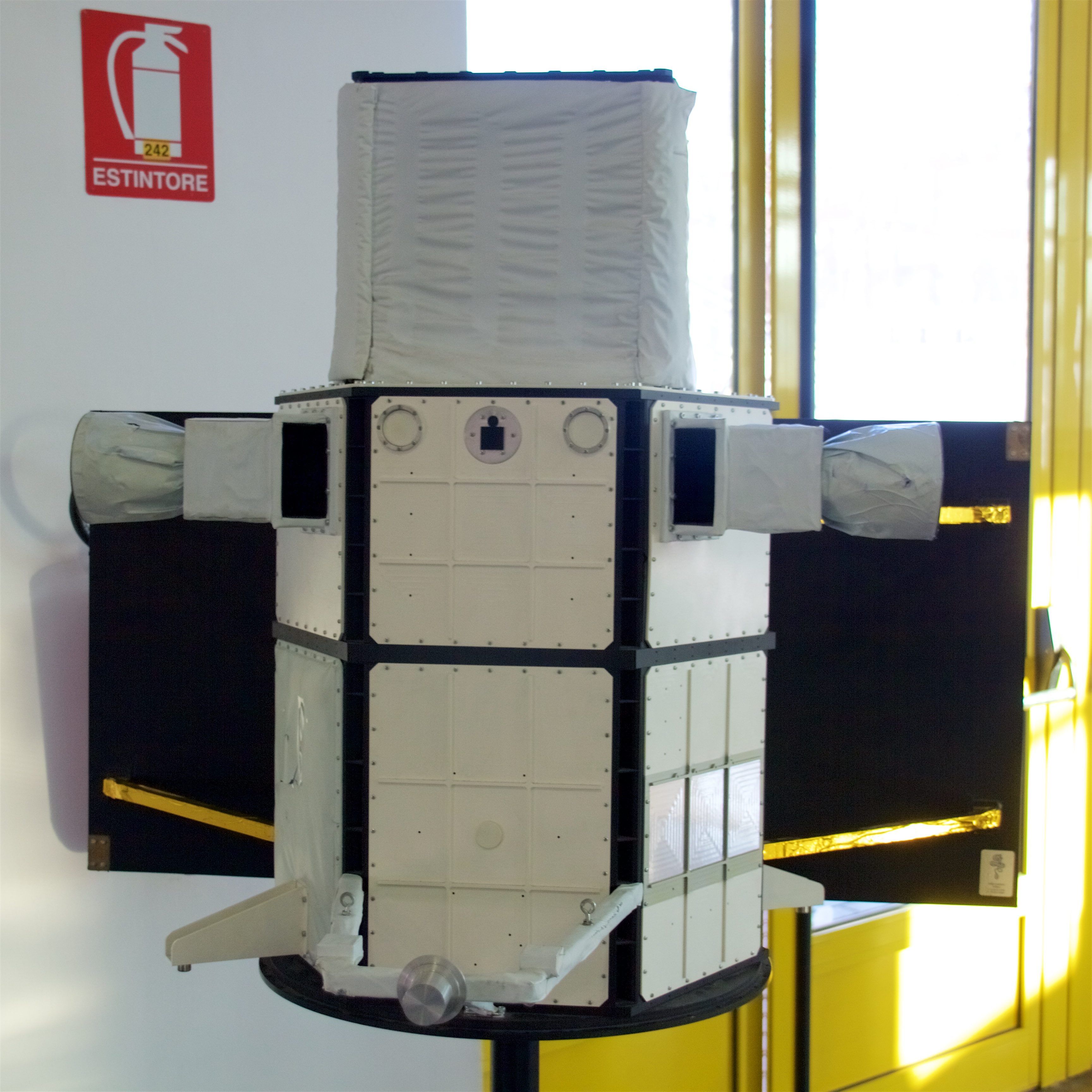
애자일

애자일(AGILE, Astro‐Rivelatore Gamma a Immagini Leggero)은 이탈리아 우주국(ASI)의 엑스선 및 감마선 천문 위성이다.

## 목표
AGILE의 임무는 우주의 감마선의 근원을 관찰하는 것이다.
AGILE은 감마선 우주 관찰에 전념하는 이탈리아의 고에너지 천체 물리학 임무이다. 이 매우 혁신적인 장비는 전례 없이 가볍고(100kg) 뛰어난 탐지 및 이미징 기능을 갖춘 고에너지 천체 물리학(대략 60cm 크기의 입방체)을 위한 가장 컴팩트한 작동 성능을 자랑한다. 위성 데이터는 말린디(케냐)의 ASI 지상국에서 수집된 후 후치노(Fucino)의 위성 운영 센터로 신속하게 전송되고, 프라스카티(Frascati)의 ASI 과학 데이터 센터(ASDC)에서 전송, 전처리, 저장 및 분석된다. 이와 동시에 사전 처리된 데이터는 빠른 과학 경보 생성을 위해 INAF/OAS 볼로냐로 전송되므로 특수 퀵 룩(Quick Look) 분석 프로그램과 조정된 지상 및 우주 관찰을 통해 얻은 감마선 탐지에 대한 매우 빠른 응답이 보장된다.
AGILE 임무의 주요 과학적 목표에는 다음이 포함된다.
- 활동은하핵
- 감마선 폭발
- 엑스레이 및 감마 은하 근원
- 식별되지 않은 감마 근원
- 확산 은하 감마 방출
- 은하계 외부 감마 방출 확산
- 기초물리학